# Ulick Burke, I marqués de Clanricarde
Ulick Burke, I marqués de Clanricarde (1604-1658) fue un político y militar católico irlandés que luchó en el bando confederado durante las Guerras confederadas de Irlanda y alcanzó el grado de general de las tropas rebeldes.

## Juventud y primeros años
Ulick fue el único hijo de Richard de Burgh, IV conde de Clanricarde y de su esposa Frances, hija de Sir Francis Walsingham y viuda de Philip Sidney y Robert Devereux. Educado en Irlanda, se casó en 1622 con Lady Ann Compton, hija del conde de Northampton. En 1628 ocupó asiento en la Cámara de los Lores del Parlamento inglés y, a la muerte de su padre en 1635, Ulick heredó sus títulos, pasando a ser el V conde de Clanricarde y II conde de St. Albans y recibiendo extensas propiedades en Irlanda y en Kent.
Ulick Burke se opuso decididamente a los intentos del Lord Diputado de Irlanda sir Thomas Wentworth, conde de Strafford de extender la colonización de Irlanda mediante una plantación en Connacht. Para enfado de Wentworth, el rey Carlos I accedió a excluir del plan las tierras de Burke en el oeste de Irlanda.
Tras los servicios prestados durante las Guerras de los Obispos en Escocia, Burke participó en el Parlamento largo, donde, junto con otros parlamentarios de Londres y Dublín, trabajó para lograr la destitución de Wentworth.

## Las Guerras confederadas

### La rebelión de 1641
En 1641, Burke regresó a Irlanda y se asentó en el castillo de Portumna, condado de Galway. Alarmado ante el estallido de la rebelión irlandesa en octubre de 1641, reclutó un regimiento de infantería para proteger Galway de los insurgentes. Como el más poderoso noble de la provincia, se vio presionado por los nobles católicos para unirse a la Confederación irlandesa en 1642 y, aunque trabajó junto con Patrick D'Arcy y otros en la elaboración de la constitución, se negó a declararse abiertamente partidario de los Confederados. De hecho, en marzo de 1643, se reunió en Trim como representante del rey con los representantes confederados, que le hicieron entrega de una carta en la que detallaban sus quejas y peticiones.

### La guerra
Pese a su mala salud, Clanricarde trató de conseguir un acuerdo que reconciliara los intereses de los católicos irlandeses y los de la corona. Carlos I reconoció su lealtad en febrero de 1645, nombrándole Marqués. Durante su avance sobre Dublín en septiembre de 1646, mantuvo conversaciones con el general Preston para que se uniera a la causa realista, sin éxito.
Ulick Burke no era partidario de la facción extremista confederada, liderada por el arzobispo Giovanni Battista Rinuccini y se mostró satisfecho con la tregua firmada por el conde de Inchiquin en mayo de 1648 y la Segunda Paz Ormonde al año siguiente, que confirmaba la alianza de Confederados, Realistas y escoceses del Ulster contra las fuerzas parlamentaristas ingleses. Sin embargo, esta coalición fue incapaz de detener el imparable avance del New Model Army de Oliver Cromwell, que consiguió reconquistar la isla en apenas dos años (1649-1650). Cuando Ormonde partió al exilio, el rey nombró a Burke Lord Diputado de Irlanda, cargo que Burke aceptó de forma reluctante.
Los intentos de Burke por defender Connacht durante 1651 se revelaron ineficaces, y finalmente se rindió a Inglaterra en junio de 1652. Aunque se vio privado de sus tierras con la entrada en vigor del Acta de Establecimiento de ese mismo año, sus herederos pudieron recuperarlas diez años después con el Acta de Establecimiento de 1662 firmado tras la Restauración inglesa

## Últimos años
Tras el final de la guerra, su mala salud le impidió unirse a la corte realista en el exilio en Francia. El gobierno de la Commonwealth le permitió permanecer en su propiedad de Somerhill en Kent, donde murió en 1658. Al fallecer sin heredero masculino, el título de marqués quedó extinto y el de conde de Clanricarde pasó a su primo Richard. Su única hija Margaret, casada con Donagh MacCarthy, vizconde de Muskerry, heredó sus propiedades en Inglaterra y algunas de las irlandesas.